# Cacocum
Cacocum là đô thị và thị xã ở tỉnh Holguín của Cuba.
Đô thị này nằm về phía nam thành phố Holguín và phía đông Sân bay quốc tế Frank País về phía thành phố Bayamo trên xa lộ Carretera Central.

## Thông tin nhân khẩu
Năm 2004, đô thị Cacocum có dân số 42.623 người. Diện tích là 661 km² (255,2 mi²), với mật độ dân số là 64,5người/km² (167,1người/sq mi).